# Corrado II il Salico
Corrado II di Franconia, detto il Salico o il Vecchio (Spira, 990 circa – Utrecht, 4 giugno 1039), è stato re dei Franchi Orientali dal 1024 al 1039, re d'Italia dal 1026, imperatore del Sacro Romano Impero dal 1027 fino al 1039 e re di Borgogna dal 1032. Fu il primo imperatore della dinastia salica.
Corrado proseguì con coerenza la politica del suo predecessore Enrico II, e rafforzò la potenza dell'Impero. Anch'egli si appoggiò alla Chiesa, evitando di violare le prerogative del papa. Nonostante molte ribellioni, il suo potere non fu mai realmente in pericolo. Fu costretto a concessioni territoriali ai confini orientali e settentrionali, ma, con l'acquisizione del regno di Borgogna, portò nell'Impero un territorio immenso.

## Biografia

### L'infanzia
Corrado era figlio di Enrico di Spira e della contessa Adelaide di Metz (Enrico di Spira era figlio, a sua volta, di Ottone di Worms, figlio di Corrado il Rosso e di Liutgarda, una delle sorelle dell'Imperatore Ottone II).
Fino alla sua elezione a re, Corrado non aveva una grande influenza, sebbene fosse il nipote del duca di Carinzia, Ottone I, morto nel 1004. Ciononostante egli controllava solo una parte minore dei possedimenti familiari, e non era nemmeno duca. Si dubita persino che avesse avuto il titolo di conte. Ciò dipendeva dal fatto che suo padre Enrico era morto prima del nonno, Ottone di Carinzia, attorno agli anni '90 del X secolo: secondo il diritto franco Corrado non aveva diritto a succedere a Ottone.
Il vescovo di Worms, Burcardo, prese sotto la sua protezione il giovane Corrado, e provvide a dargli un'istruzione. Nonostante le relazioni piuttosto tese tra il vescovo di Worms e il duca di Carinzia - che era anche signore della città - Burcardo considerava Corrado quasi un figlio adottivo. D'altro canto in quell'epoca era normale che i figli della nobiltà venissero educati presso le scuole del clero. L'educazione di Corrado ebbe però un'impronta prevalentemente laica: apprese le pratiche sportive, la caccia, l'uso delle armi e come comportarsi con pari e sudditi, oltre ai principi del diritto e dell'amministrazione. È per questo improbabile che, come si ritiene , Corrado fosse semianalfabeta, e che non comprendesse il latino in cui erano redatti i suoi diplomi.

### Il matrimonio con Gisella di Svevia
Tra la fine del 1016 e gli inizi del 1017 Corrado sposò Gisella di Svevia, la figlia del duca Ermanno II di Svevia, già due volte vedova. Gisella era l'erede designata del ducato di Svevia, e possedeva un fondato diritto anche sul regno di Borgogna. Si dice che Corrado abbia rapito Gisella per poterla sposare. Un simile rapimento non è impossibile, ma è considerato dagli storici molto improbabile, ed inoltre non esistono fonti affidabili a testimoniarlo. Secondo Tietmaro di Merseburgo, il matrimonio non era valido, poiché Gisella era stretta parente di Corrado (era la cugina); egli però non accenna ad un eventuale rapimento.
Con il matrimonio Gisella intendeva probabilmente tutelare i propri diritti sul ducato e sul regno. Quando sposò Corrado aveva la sua stessa età, circa 26 anni. Aveva già tre figli maschi e, probabilmente, una femmina. Già durante il primo anno di matrimonio nacque Enrico, figlio di Corrado e Gisella, quarto ed ultimo figlio della duchessa, che sarebbe diventato il successore di Corrado, Enrico III.
Tra il 1017 e il 1019 Corrado venne coinvolto nella disputa tra i suoi parenti e i seguaci dell'allora imperatore Enrico II. Non si conoscono i motivi precisi dello scontro. Il biografo di Corrado, Wipo, sottolinea la sua disponibilità a spendersi per amici e parenti, la qual cosa era considerata un'importante virtù per un cavaliere. Per il suo appoggio agli avversari, e per l'irregolarità del matrimonio, Corrado perse il favore imperiale, e venne probabilmente esiliato. Se ciò avvenne, l'esilio fu di breve durata, perché già pochi mesi dopo, nell'aprile o maggio 1020 Corrado ricompare come testimone del patto tra Enrico II e la Chiesa di Roma.

### L'elezione a re
Quando, il 13 luglio 1024, a Grona, nei pressi di Gottinga, morì Enrico II, l'ultimo degli Ottoni, non lasciò alcun successore designato. Nessuna fonte rivela se qualcuno tra coloro che ne avevano il diritto reclamasse per sé il trono. È noto unicamente che si candidarono al titolo solamente Corrado, detto il vecchio, e il suo più giovane cugino (di nome Corrado anch'egli).
Nel periodo di trono vacante fu la vedova di Enrico, l'imperatrice Cunegonda, a occuparsi degli affari dell'impero, affiancata dal fratello, il vescovo di Metz Teodorico I e dal duca di Baviera Enrico V.
Enrico II aveva favorito il clero, e aveva difeso il proprio potere anche verso la famiglia della moglie. Era stato molto devoto, e compreso della sacralità del proprio ufficio. Diversamente da lui, Corrado era interprete della mentalità della nobiltà laica.
Non è ben chiaro come Corrado sia riuscito ad imporsi, nonostante il suo potere limitato e la sua scarsa influenza. Probabilmente influirono motivazioni dinastiche: era opinione comune che la casata di Corrado fosse imparentata con i Carolingi. Anche il suo impegno per la causa dei parenti può aver influito. Ed infine il desiderio di molti principi di una continuità sul trono imperiale, favorita da una moglie ambiziosa, erede di un ducato e di un regno, e da un figlio di sette anni.
Alcuni cronisti riportano una designazione da parte di Enrico II, ma in circostanze spaziali e temporali molto distanti, e comunque non confermata da fonti contemporanee.
L'elezione del nuovo re ebbe luogo a Kamba, una località, ora scomparsa, nei pressi di Oppenheim, nella pianura renana tra Worms e Magonza. Ci sono rimaste ben poche testimonianze di ciò che avvenne durante la riunione dei principi, e non è possibile ricostruire come si giunse alla decisione. Ma pare che la decisione di eleggere Corrado fosse già presa prima di procedere alla votazione: Aribo, arcivescovo di Magonza, che presiedeva alla votazione, appoggiò Corrado, e fu il primo a votarlo. L'elezione avvenne all'unanimità.
Pochi giorni più tardi, l'8 settembre 1024 fu proprio Aribo ad incoronare Corrado re. Ma poiché Aribo, per motivi non chiari, si rifiutò di incoronare Gisella, uno dei primi atti di Corrado fu di revocare all'arcivescovo di Magonza il privilegio di celebrare l'incoronazione. Rimane una vicenda poco chiara, anche perché Aribo era stato uno dei principali sostenitori di Corrado.
In ogni caso a profittarne fu il vescovo di Colonia Pellegrino, che sfruttò immediatamente il diritto di celebrare l'incoronazione, che il papa gli aveva già conferito, e il 21 settembre 1024, a Colonia, incoronò Gisella regina.

### Corrado imperatore
Mentre a nord delle Alpi l'elezione di Corrado non incontrò ostacoli significativi, in Italia, all'indomani della morte di Enrico, si verificarono diversi disordini, e il tentativo da parte di alcuni nobili italiani di separare il regno d'Italia dall'Impero.
Non appena si diffuse la notizia della morte di Enrico, i cittadini di Pavia si rivoltarono, distruggendo il palazzo imperiale che si trovava in città, che era stato costruito ai tempi di Teodorico, ed era il simbolo dell'autorità reale (ed imperiale). Esso era la principale fortezza imperiale del Norditalia, e aveva funzione di tribunale, di arsenale, di deposito di derrate alimentari, oltre a custodire le entrate fiscali. La distruzione del palazzo da parte dei cittadini di Pavia ebbe una grande eco. Pavia, grazie anche alla sua posizione strategica situata sulle vie commerciali che dall'Italia andavano verso la Borgogna e la Francia, era divenuta un importante mercato. I commercianti, a cui si erano uniti anche esponenti della bassa nobiltà, chiedevano una maggior autonomia, principalmente per considerazioni di carattere economico. Per questo la mera presenza del palazzo imperiale entro le mura cittadine era considerata intollerabile.
Ambasciatori della città lombarda si erano recati a Costanza, dove l'imperatore teneva una dieta, accompagnati da doni preziosi. Tentarono di giustificare il gesto dei loro concittadini, adducendo che Pavia era sempre stata fedele all'imperatore, finché era in vita, e che la rivolta era avvenuta quando l'autorità dell'imperatore era venuta meno. Corrado rispose con una metafora divenuta famosa:
Corrado argomentò inoltre che non era andata distrutta una proprietà del re, ma una proprietà dello stato, e che per questo il nuovo re aveva il diritto di punire questa azione.
Agli inizi del 1026 Corrado si recò a Milano, dove l'arcivescovo Ariberto d'Intimiano lo incoronò re d'Italia. Dopo aver superato l'opposizione di alcune città, raggiunse Roma, dove, il 26 marzo 1027 venne incoronato imperatore da papa Giovanni XIX.
Corrado emanò nuove costituzioni per la Lombardia, e confermò le antiche tradizioni legali della Sassonia. Nel 1028 il figlio Enrico sposò Gunilde di Danimarca, figlia di Canuto il Grande, re di Danimarca. Nel quadro degli accordi matrimoniali con quest'ultimo, Corrado cedette al regno del nord il territorio tra Eider e Schlei.
Tra il 1027 ed il 1028 il figliastro di Corrado, Ernesto di Svevia si alleò con Guelfo III di Altdorf. Ernesto invase la Borgogna mentre Guelfo colpì Augusta saccheggiandola. Corrado rientrò velocemente in patria. La giornata di Ulma portò Ernesto alla perdita della Svevia, della Borgogna e venne incarcerato. Guelfo fu costretto a restituire gran parte del tesoro di Augusta, venne espropriato dei suoi beni e costretto all'esilio. Questo fatto scatenò una faida tra la famiglia di Guelfo e Corrado II detta dei Guelfi (Welfen) e dei Ghibellini (Hohestaufen) che portarono gran parte dell'Europa meridionale in lotte civili per parecchi secoli.
Lo stesso anno Corrado dovette intervenire contro il duca di Polonia, Miecislao II. Questi, formalmente vassallo dell'imperatore, alla morte di Enrico II si era autoproclamato Re - denunciando implicitamente il rapporto di vassallaggio. Corrado lo costrinse a cedere, a restituire i territori che Boleslao I di Polonia, padre di Miecislao II, aveva conquistato, a rinunciare al titolo di re e a giurare fedeltà all'imperatore.
Nel 1030 Corrado II discese in Italia per ristabilire l’ordine e riaffermare l'autorità imperiale. Da Gravedona le famiglie più illustri e le popolazioni rimaste fedeli all’Impero accorsero per tributargli una calorosa accoglienza, e l’Imperatore volle ricompensarli per la loro devozione, dimostrandosi molto generoso: attribuì infatti a tutti i Gravedonesi l’indipendenza dal Regno d’Italia e dalla Signoria di Milano, il diritto di governarsi liberamente e quello di battere moneta.
Il 6 settembre 1032 morì Rodolfo III di Borgogna. Sulla base di un trattato stipulato a suo tempo con Enrico II, Corrado avrebbe dovuto succedergli. Ma ciò non avvenne senza resistenze: il conte Odo II della Champagne, uno dei più potenti feudatari della Francia settentrionale, oltre che nipote di Rodolfo, reclamò per sé il trono di Borgogna.
Dopo una prima serie di azioni militari, di scarso successo, Corrado si alleò con Enrico I di Francia, che non vedeva per nulla di buon occhio un'ulteriore espansione del potere di Odo. Fu così che nel 1034 Corradò poté ottenere il completo controllo del regno borgognone, e il 1º agosto dello stesso anno fu incoronato re.
La corona borgognone aveva una notevole importanza perché assicurava le comunicazioni attraverso le Alpi occidentali, anche se il re non poteva ovviamente esercitare il suo potere con eguale intensità in tutto il regno: il controllo reale sulle città della Provenza era molto labile, diversamente dalla parte settentrionale del regno, che corrispondeva grosso modo dalla svizzera occidentale alla media valle del rodano.
Nel 1033 firmò il trattato di Merseburgo con i polacchi.
Nel 1036 i ceti medi della città di Milano richiedevano quelle riforme agrarie che andavano a detrimento dei grandi possedimenti dell'arcivesco Ariberto, uscirono dalla città e fondarono la Lega della Motta. Corrado indisse un sinodo a Pavia di dove ascoltò le ragioni degli insorti contro l'alto prelato. Dal dibattimento, intese che avevano ragione i primi e ordinò l'arresto di Ariberto. Costui fuggì a Milano dove riuscì a compattare il basso clero e il popolino nel carroccio, simbolo dell'indipendenza comunale nei confronti dell'Imperatore. Corrado cercò di mettere sotto assedio la città che però si rivelò inespugnabile. Durante la permanenza in Italia accoglie la richiesta dell'abate di Sansepolcro al quale concede, nel 1038, il diritto di organizzare un mercato settimanale nel giorno di sabato e una fiera annuale nell'anniversario della dedicazione della chiesa: in tal mood si venne innescando un processo economico che favorì l'urbanizzazione dell'area esterna al monastero, accelerando il processo genetico dell'attuale città di Sansepolcro.Tornò in Germania, nel 1038, dopo aver compiuto una spedizione al sud di Roma per eliminare la minaccia costituita da Pandolfo IV di Capua e per ricevere la fedeltà da altri principi meridionali. Si fece promotore di quella riforma agraria che scompaginò il sistema feudale italiano: la Constitutio de feudis.

### La morte

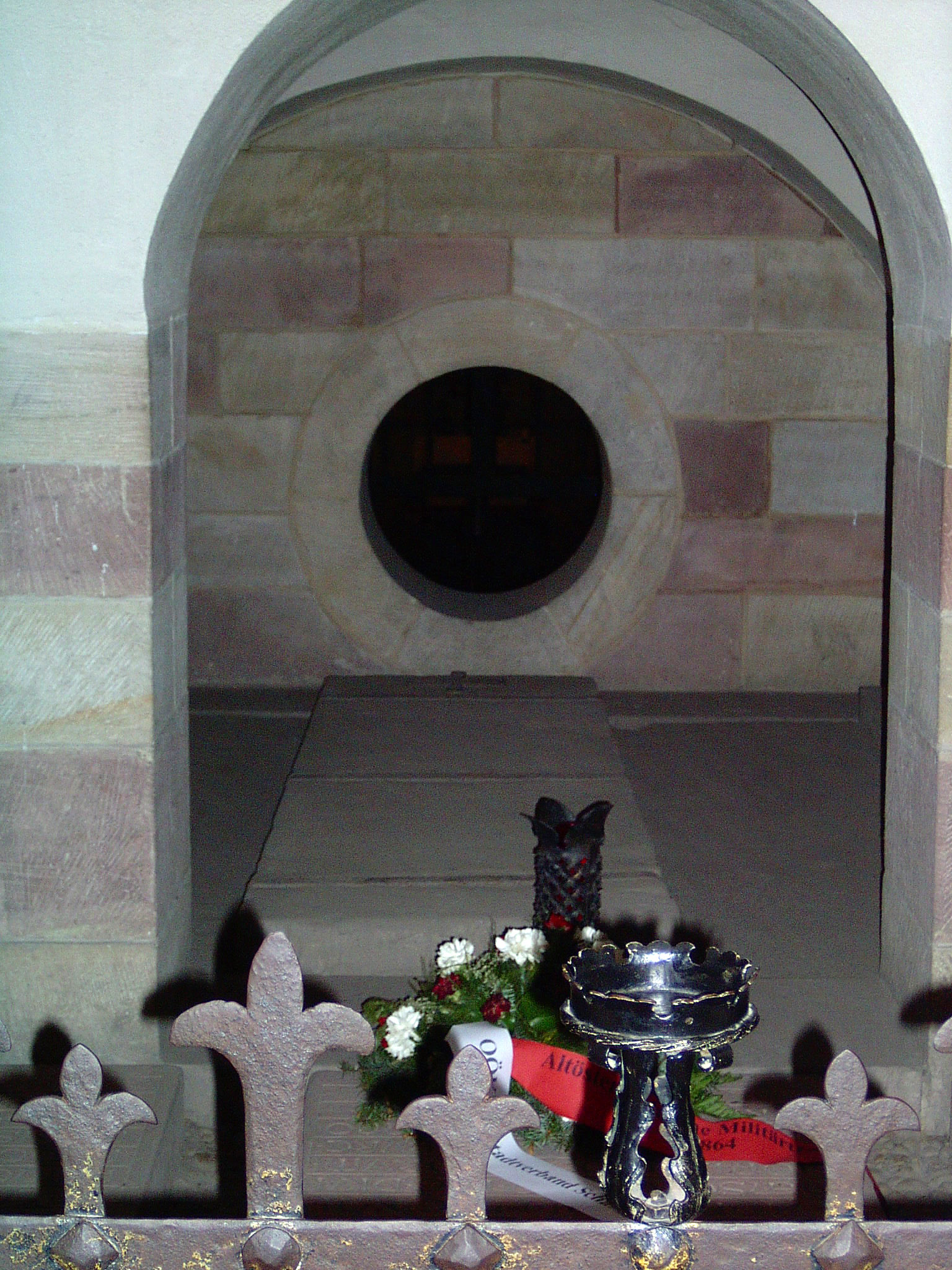
la tomba di Corrado nella cripta del Duomo di Spira

Corrado morì il 4 giugno 1039, a Utrecht, per un attacco di gotta, che lo aveva colpito durante un banchetto in occasione della Pentecoste. Le viscere vennero seppellite a Utrecht, mentre un solenne corteo funebre, che attraversò Colonia, Magonza e Worms, accompagnò il resto del corpo verso la sua sepoltura nel duomo di Spira.

## Matrimoni e figli
Sposò, tra la fine del 1016 e gli inizi del 1017, Gisella di Svevia, della dinastia dei Corradinidi, al suo terzo matrimonio. Essi ebbero:
- Enrico III il Nero, imperatore del Sacro Romano impero;
- Beatrice († 26 settembre 1036);
- Matilde, († 1034), fidanzata con Enrico I († 1060), re di Francia della dinastia Capetingia.

## La politica di Corrado
Corrado proseguì la politica di Enrico II, con un'unica variazione: affidò l'arcicancelleria d'Italia (che Enrico II aveva affidato al vescovo di Bamberga), al vescovo di Magonza, Aribo. Anche nel campo della politica ecclesiastica la sua linea non si discostò da quella del predecessore, che considerava la Chiesa una parte integrante dell'Impero, e di conseguenza disponeva degli uffici e delle proprietà ecclesiastiche. Le elezioni dei vescovi divennero una pura formalità. Era la volontà dell'Imperatore ad essere determinante. Inoltre Corrado spinse la Chiesa a maggiori cessioni materiali. Come Enrico, anche Corrado era molto favorevole al movimento di riforma ecclesiale, volto tra l'altro a contrastare un eccessivo arricchimento dei monasteri.

## Ascendenza
|                      |                 |                     | Genitori              |  |  | Nonni |  |  | Bisnonni         |  |  | Trisnonni                |  |
|                      |                 |                     |                       |  |  |       |  |  | Corrado il Rosso |  |  | Guarniero V di Speyergau |  |
|                      |                 |                     |                       |  |  |       |  |  | Corrado il Rosso |  |  | Guarniero V di Speyergau |  |
|                      |                 | Hicha di Svevia     |                       |  |  |       |  |  | Corrado il Rosso |  |  |                          |  |
| Ottone I di Carinzia |                 |                     |                       |  |  |       |  |  | Corrado il Rosso |  |  |                          |  |
|                      |                 | Liutgarda           | Ottone I di Sassonia  |  |  |       |  |  |                  |  |  |                          |  |
|                      |                 | Liutgarda           | Ottone I di Sassonia  |  |  |       |  |  |                  |  |  |                          |  |
|                      |                 | Liutgarda           | Eadgyth               |  |  |       |  |  |                  |  |  |                          |  |
| Enrico di Spira      |                 | Liutgarda           |                       |  |  |       |  |  |                  |  |  |                          |  |
|                      |                 | Enrico I di Baviera | Enrico I di Sassonia  |  |  |       |  |  |                  |  |  |                          |  |
|                      |                 | Enrico I di Baviera | Enrico I di Sassonia  |  |  |       |  |  |                  |  |  |                          |  |
|                      |                 | Enrico I di Baviera | Matilde di Ringelheim |  |  |       |  |  |                  |  |  |                          |  |
| Giuditta di Baviera  |                 | Enrico I di Baviera |                       |  |  |       |  |  |                  |  |  |                          |  |
|                      |                 | Giuditta di Baviera | Arnolfo di Baviera    |  |  |       |  |  |                  |  |  |                          |  |
|                      |                 | Giuditta di Baviera | Arnolfo di Baviera    |  |  |       |  |  |                  |  |  |                          |  |
|                      |                 | Giuditta di Baviera | Giuditta del Friuli   |  |  |       |  |  |                  |  |  |                          |  |
| Corrado II il Salico |                 | Giuditta di Baviera |                       |  |  |       |  |  |                  |  |  |                          |  |
|                      | Gerardo di Metz | Gottfried von Metz  |                       |  |  |       |  |  |                  |  |  |                          |  |
|                      | Gerardo di Metz | Gottfried von Metz  |                       |  |  |       |  |  |                  |  |  |                          |  |
|                      | Gerardo di Metz | Ermentrude          |                       |  |  |       |  |  |                  |  |  |                          |  |
| Riccardo di Metz     | Gerardo di Metz |                     |                       |  |  |       |  |  |                  |  |  |                          |  |
|                      |                 | Oda von Sachsen     | ?                     |  |  |       |  |  |                  |  |  |                          |  |
|                      |                 | Oda von Sachsen     | ?                     |  |  |       |  |  |                  |  |  |                          |  |
|                      |                 | Oda von Sachsen     | ?                     |  |  |       |  |  |                  |  |  |                          |  |
| Adelaide di Metz     |                 | Oda von Sachsen     |                       |  |  |       |  |  |                  |  |  |                          |  |
|                      |                 | ?                   | ?                     |  |  |       |  |  |                  |  |  |                          |  |
|                      |                 | ?                   | ?                     |  |  |       |  |  |                  |  |  |                          |  |
|                      |                 | ?                   | ?                     |  |  |       |  |  |                  |  |  |                          |  |
| Bertha di Metz       |                 | ?                   |                       |  |  |       |  |  |                  |  |  |                          |  |
|                      |                 | ?                   | ?                     |  |  |       |  |  |                  |  |  |                          |  |
|                      |                 | ?                   | ?                     |  |  |       |  |  |                  |  |  |                          |  |
|                      |                 | ?                   | ?                     |  |  |       |  |  |                  |  |  |                          |  |
|                      |                 | ?                   |                       |  |  |       |  |  |                  |  |  |                          |  |